# 王莲香
王莲香（罗马拼音：Ong Lien Hiang，1971年2月11日—），印尼前女子羽毛球运动员，1992年奧運會羽毛球女单冠军、1993年世界羽毛球錦標賽女單冠军、五屆羽毛球世界盃冠軍、六屆世界羽毛球大獎賽總決賽冠軍以及四屆全英賽冠軍。曾代表印尼國家隊奪得兩屆優霸盃及一屆蘇迪曼盃冠軍。是世界羽毛球壇史上首位曾贏得奧運會、世界錦標賽、世界盃、大獎賽總決賽及全英賽單打冠軍的運動員。其中在1992年贏得的奧運金牌更是印尼歷史上首面奧運金牌。2004年入選羽毛球世界聯會名人堂。

## 個人生活
王蓮香的丈夫是印尼羽毛球好手魏仁芳。1987年，16歲的王蓮香與19歲的魏仁芳在印尼國家隊集訓時互相產生好感。在1992年夏季奥林匹克运动会羽毛球比赛，在王蓮香奪得女單金牌兩小時後，魏仁芳隨即在男單決賽奪得印尼史上第二面奧運金牌，兩人同在單打項目奪得冠軍，成為一時佳話。
兩人於1997年結婚。1998年王蓮香因懷孕而宣佈離開羽壇，1999年誕下第一個女兒Laurencia Averina後，由於要專心照顧家庭，於同年9月正式退役。其時她28歲。
王蓮香現育有一女兩兒，分別叫Laurencia Averina，Albertus Edward及Sebastianus Frederick。
2002年，她與丈夫創辦一家運動用品公司，主要生產與羽毛球有關的運動服及運動鞋等系列產品。

## 主要比賽成績
只列出曾進入準決賽的國際賽事成績：
| 年份   | 賽事                   | 項目     | 成績   |
| ------ | ---------------------- | -------- | ------ |
| 1989年 | 中華台北羽球公開賽     | 女子單打 | 亞軍   |
| 1989年 | 全英羽毛球公開賽       | 女子單打 | 亞軍   |
| 1989年 | 東南亞運動會           | 女子單打 | 冠軍   |
| 1989年 | 印尼羽毛球公開賽       | 女子單打 | 亞軍   |
| 1989年 | 羽毛球世界盃           | 女子單打 | 冠軍   |
| 1990年 | 日本羽毛球公開賽       | 女子單打 | 準決賽 |
| 1990年 | 全英羽毛球公開賽       | 女子單打 | 冠軍   |
| 1990年 | 澳洲羽毛球公開賽       | 女子單打 | 冠軍   |
| 1990年 | 印尼羽毛球公開賽       | 女子單打 | 亞軍   |
| 1990年 | 亞洲運動會             | 女子單打 | 準決賽 |
| 1990年 | 世界羽毛球大獎賽總決賽 | 女子單打 | 冠軍   |
| 1991年 | 中華台北羽球公開賽     | 女子單打 | 冠軍   |
| 1991年 | 日本羽毛球公開賽       | 女子單打 | 亞軍   |
| 1991年 | 瑞典羽毛球公開賽       | 女子單打 | 冠軍   |
| 1991年 | 全英羽毛球公開賽       | 女子單打 | 冠軍   |
| 1991年 | 世界羽毛球錦標賽       | 女子單打 | 準決賽 |
| 1991年 | 印尼羽毛球公開賽       | 女子單打 | 冠軍   |
| 1991年 | 丹麥羽毛球公開賽       | 女子單打 | 冠軍   |
| 1991年 | 泰國羽毛球公開賽       | 女子單打 | 冠軍   |
| 1991年 | 東南亞運動會           | 女子單打 | 冠軍   |
| 1991年 | 世界羽毛球大獎賽總決賽 | 女子單打 | 冠軍   |
| 1992年 | 日本羽毛球公開賽       | 女子單打 | 冠軍   |
| 1992年 | 奧林匹克運動會         | 女子單打 | 金牌   |
| 1992年 | 德國羽毛球公開賽       | 女子單打 | 冠軍   |
| 1992年 | 丹麥羽毛球公開賽       | 女子單打 | 冠軍   |
| 1992年 | 香港羽毛球公開賽       | 女子單打 | 亞軍   |
| 1992年 | 泰國羽毛球公開賽       | 女子單打 | 冠軍   |
| 1992年 | 世界羽毛球大獎賽總決賽 | 女子單打 | 冠軍   |
| 1993年 | 韓國羽毛球公開賽       | 女子單打 | 亞軍   |
| 1993年 | 全英羽毛球公開賽       | 女子單打 | 冠軍   |
| 1993年 | 世界羽毛球錦標賽       | 女子單打 | 冠軍   |
| 1993年 | 馬來西亞羽毛球公開賽   | 女子單打 | 冠軍   |
| 1993年 | 印尼羽毛球公開賽       | 女子單打 | 亞軍   |
| 1993年 | 羽毛球世界盃           | 女子單打 | 冠軍   |
| 1993年 | 德國羽毛球公開賽       | 女子單打 | 冠軍   |
| 1993年 | 荷蘭羽毛球公開賽       | 女子單打 | 冠軍   |
| 1993年 | 泰國羽毛球公開賽       | 女子單打 | 冠軍   |
| 1993年 | 世界羽毛球大獎賽總決賽 | 女子單打 | 冠軍   |
| 1994年 | 中華台北羽球公開賽     | 女子單打 | 冠軍   |
| 1994年 | 日本羽毛球公開賽       | 女子單打 | 冠軍   |
| 1994年 | 全英羽毛球公開賽       | 女子單打 | 冠軍   |
| 1994年 | 馬來西亞羽毛球公開賽   | 女子單打 | 冠軍   |
| 1994年 | 印尼羽毛球公開賽       | 女子單打 | 冠軍   |
| 1994年 | 羽毛球世界盃           | 女子單打 | 冠軍   |
| 1994年 | 亞洲運動會             | 女子單打 | 準決賽 |
| 1994年 | 泰國羽毛球公開賽       | 女子單打 | 冠軍   |
| 1994年 | 世界羽毛球大獎賽總決賽 | 女子單打 | 冠軍   |
| 1995年 | 韓國羽毛球公開賽       | 女子單打 | 冠軍   |
| 1995年 | 日本羽毛球公開賽       | 女子單打 | 冠軍   |
| 1995年 | 全英羽毛球公開賽       | 女子單打 | 準決賽 |
| 1995年 | 世界羽毛球錦標賽       | 女子單打 | 準決賽 |
| 1995年 | 馬來西亞羽毛球公開賽   | 女子單打 | 冠軍   |
| 1995年 | 印尼羽毛球公開賽       | 女子單打 | 冠軍   |
| 1995年 | 中國羽毛球公開賽       | 女子單打 | 準決賽 |
| 1995年 | 東南亞運動會           | 女子單打 | 冠軍   |
| 1996年 | 中華台北羽球公開賽     | 女子單打 | 冠軍   |
| 1996年 | 日本羽毛球公開賽       | 女子單打 | 亞軍   |
| 1996年 | 全英羽毛球公開賽       | 女子單打 | 準決賽 |
| 1996年 | 奧林匹克運動會         | 女子單打 | 銅牌   |
| 1996年 | 印尼羽毛球公開賽       | 女子單打 | 冠軍   |
| 1996年 | 香港羽毛球公開賽       | 女子雙打 | 準決賽 |
| 1996年 | 泰國羽毛球公開賽       | 女子單打 | 準決賽 |
| 1996年 | 世界羽毛球大獎賽總決賽 | 女子單打 | 冠軍   |
| 1996年 | 羽毛球世界盃           | 女子單打 | 冠軍   |
| 1997年 | 瑞士羽毛球公開賽       | 女子單打 | 準決賽 |
| 1997年 | 羽毛球世界盃           | 女子單打 | 冠軍   |
| 1997年 | 馬來西亞羽毛球公開賽   | 女子單打 | 冠軍   |
| 1997年 | 印尼羽毛球公開賽       | 女子單打 | 冠軍   |
| 1997年 | 越南羽毛球公開賽       | 女子單打 | 冠軍   |
| 1997年 | 世界羽毛球大獎賽總決賽 | 女子單打 | 亞軍   |
| 1998   | 新加坡羽毛球公開賽     | 女子單打 | 亞軍   |